# Peter Bach (Geistlicher)
Peter Bach (* 1872 im Gebiet der Wolga; † nach 1930) war ein deutsch-russischer römisch-katholischer Geistlicher und Märtyrer. 

## Leben
Peter Bach stammte aus einer wolgadeutschen Familie des Bistums Tiraspol. Er studierte Theologie und wurde am 6. November 1897 in Obermonjoue zum Priester geweiht. Dort war er bis 1901 Pfarrer. Von 1901 bis 1914 wirkte er in Brabander (Kasitzkaja) (heute: Krasnoarmeyskoje, südlich Samara), dann in Neu Obermonjou. Er wurde mitverantwortlich gemacht für einen Bauernaufstand im Januar 1930 und verurteilt. Seither ist er verschollen.

## Gedenken
Die Römisch-katholische Kirche in Deutschland nahm Pfarrer Peter Bach als Märtyrer in das deutsche Martyrologium des 20. Jahrhunderts auf.